# Microsoft Casual Games
Microsoft Casual Games（マイクロソフトカジュアルゲームズ）は、マイクロソフトが提供しているコンピュータゲーム（パソコンゲーム）のシリーズ。その名の通りカジュアルゲームに特化したシリーズである。

## 概要
元々マイクロソフトでは、Windows 1.0にボードゲームの「リバーシ」(en:Reversi)を標準添付したのを皮切りに、「ソリティア」（en:Microsoft Solitaire）、マインスイーパ（en:Microsoft Minesweeper）やフリーセル（en:Microsoft FreeCell）といったゲーム類をWindowsのアクセサリの一つとして提供してきた。2002年にマイクロソフトのゲームソフト制作部門が「Microsoft Game Studios」（現：Xbox Game Studios）として分社化された後、2005年頃からプレスリリース等で「Microsoft Casual Games」の表記が見られるようになる。「microsoftcasualgames.com」のドメイン名は2005年8月に取得されている。またWindows Vista用のゲームガイドにもこのシリーズ名が既に登場している。
本格的にシリーズ名として使用され始めたのは2012年8月にWindows 8が発売されてからで、ゲームについて従来のOSへの添付を止めWindowsストア（現：Microsoftストア）からのダウンロード形式に変更されたことに伴い、内容が一新されたマインスイーパ・ソリティア等の統一ブランドとして本シリーズの名前が掲げられるようになった。なお同年にマイクロソフトでは、同じくアメリカのArkadium社と契約を結んでおり、以後の本シリーズのゲームは同社との共同開発となっている。
2018年現在はWindows 8.1及びWindows 10、Windows Phone、Xbox Oneといった自社OS/ハード向けのゲーム供給がメインだが、Microsoft Solitaire Collectionなど一部のソフトについてはAndroidやiOS版も提供している。
コミュニティ機能が充実しているのも売りの一つで、特に「INNER CIRCLE」に参加すると、一般公開前のベータ版のゲームをプレイしたり、ゲームバランス調整への意見を出したりすることができる。

## ゲーム一覧
- Microsoft Solitaire Collection - Windows 7以前のソリティア（クロンダイク）やフリーセル等を統合したもの。
- Microsoft Minesweeper
- Microsoft Mahjong - ゲーム内容は麻雀ではなく「上海」のような牌合わせ。
- Microsoft Jigsaw
- Microsoft Sudoku（旧：Microsoft Number Puzzle）
- Microsoft Ultimate Word Games
- Microsoft Treasure Hunt
- Microsoft Jackpot(使用不可)
- Microsoft Bingo(使用不可)
- Wordament
- Microsoft Jewel 1
- Microsoft Jewel 2

基本的にこれらのゲームはいずれもXbox Liveの実績機能に対応しているほか、通常のゲームプレイ以外に「デイリーチャレンジ」等の課題クリア型ゲームを用意している。一方で有料アカウント制が導入されており、無料版では概ね15分に一回程度、30秒程度の動画広告が流れる。また「デイリーチャレンジ」等一部の機能はオフラインでは利用できない。